# Antrocephalus imbili
Antrocephalus imbili är en stekelart som först beskrevs av Girault 1938.  Antrocephalus imbili ingår i släktet Antrocephalus och familjen bredlårsteklar. Inga underarter finns listade i Catalogue of Life.